# Varvara Lepchenko
Varvara Petrivna Lepchenko, née  le 21 mai 1986 à Tachkent en république socialiste soviétique d'Ouzbékistan, est une joueuse de tennis ouzbèke puis américaine, professionnelle depuis 2001.
Naturalisée américaine en 2011, elle vit aux États-Unis depuis 2001.

## Biographie
Varvara Lepchenko atteint sa première finale d'un tournoi WTA lors du KIA Korea Open de Séoul, à l'âge de 28 ans. Elle échoue en finale du Tournoi face à la Tchèque Karolína Plíšková.
Le 19 août 2021, la Fédération internationale annonce sa suspension à titre provisoire après qu'elle a été testée positive à une substance proscrite le 12 juillet 2021 alors qu'elle participait au Tournoi de Budapest.
En mars 2022, Lepchenko est suspendue pour 4 ans (rétroactivement à août 2021), après avoir été testée positive au adrafinil et au modafinil.

## Palmarès

### Titre en simple dames
Aucun

### Finale en simple dames
| No | Date       | Nom et lieu du tournoi | Catégorie | Dotation  | Surface    | Vainqueure        | Score          |          |
| -- | ---------- | ---------------------- | --------- | --------- | ---------- | ----------------- | -------------- | -------- |
| 1  | 15-09-2014 | KIA Korea Open, Séoul  | Intern'l  | 500 000 $ | Dur (ext.) | Karolína Plíšková | 6-3, 6-75, 6-2 | Parcours |

### Titre en simple en WTA 125
| No | Date       | Nom et lieu du tournoi      | Catégorie | Dotation  | Surface      | Finaliste  | Score          |          |
| -- | ---------- | --------------------------- | --------- | --------- | ------------ | ---------- | -------------- | -------- |
| 1  | 26-07-2021 | Charleston Open, Charleston | WTA 125   | 115 000 $ | Terre (ext.) | Jamie Loeb | 7-64, 4-6, 6-4 | Parcours |

## Parcours en Grand Chelem

### En simple dames
| Année | Open d'Australie | Open d'Australie      | Internationaux de France | Internationaux de France | Wimbledon       | Wimbledon            | US Open         | US Open            |
| ----- | ---------------- | --------------------- | ------------------------ | ------------------------ | --------------- | -------------------- | --------------- | ------------------ |
| 2006  | Q2               | Victoria Azarenka     | —                        | —                        | —               | —                    | 2e tour (1/32)  | Marion Bartoli     |
| 2007  | 1er tour (1/64)  | Agnieszka Radwańska   | 1er tour (1/64)          | A. Medina Garrigues      | 1er tour (1/64) | Sybille Bammer       | Q2              | Sunitha Rao        |
| 2008  | —                | —                     | Q1                       | Charlotte Rodier         | Q1              | Oxana Lyubtsova      | Q2              | Olga Savchuk       |
| 2009  | Q3               | Sesil Karatantcheva   | 1er tour (1/64)          | Alla Kudryavtseva        | Q2              | Mervana Jugić-Salkić | 1er tour (1/64) | C. Suárez Navarro  |
| 2010  | 1er tour (1/64)  | Alberta Brianti       | 2e tour (1/32)           | Dominika Cibulková       | 2e tour (1/32)  | Alona Bondarenko     | Q2              | Junri Namigata     |
| 2011  | 1er tour (1/64)  | Caroline Garcia       | 2e tour (1/32)           | Bethanie Mattek-Sands    | 1er tour (1/64) | Yanina Wickmayer     | 1er tour (1/64) | Peng Shuai         |
| 2012  | 1er tour (1/64)  | Daniela Hantuchová    | 1/8 de finale            | Petra Kvitová            | 3e tour (1/16)  | Petra Kvitová        | 3e tour (1/16)  | Samantha Stosur    |
| 2013  | 2e tour (1/32)   | Elena Vesnina         | 3e tour (1/16)           | Angelique Kerber         | 1er tour (1/64) | Eva Birnerová        | 1er tour (1/64) | Alexandra Dulgheru |
| 2014  | 2e tour (1/32)   | Simona Halep          | 2e tour (1/32)           | Angelique Kerber         | 2e tour (1/32)  | Caroline Garcia      | 3e tour (1/16)  | Serena Williams    |
| 2015  | 3e tour (1/16)   | Agnieszka Radwańska   | 1er tour (1/64)          | Madison Keys             | 1er tour (1/64) | Garbiñe Muguruza     | 1/8 de finale   | Victoria Azarenka  |
| 2016  | 3e tour (1/16)   | Zhang Shuai           | 1er tour (1/64)          | Ekaterina Makarova       | 2e tour (1/32)  | Angelique Kerber     | 3e tour (1/16)  | Ana Konjuh         |
| 2017  | 2e tour (1/32)   | Duan Ying-Ying        | 2e tour (1/32)           | Elena Vesnina            | 2e tour (1/32)  | Polona Hercog        | 1er tour (1/64) | Garbiñe Muguruza   |
| 2018  | 1er tour (1/64)  | Anastasija Sevastova  | 1er tour (1/64)          | Elise Mertens            | 1er tour (1/64) | Caroline Wozniacki   | —               | —                  |
| 2019  | 1er tour (1/64)  | Natalia Vikhlyantseva | 1er tour (1/64)          | Zhang Shuai              | Q2              | Lesley Kerkhove      | 1er tour (1/64) | Peng Shuai         |
| 2020  | Q2               | Barbora Krejčíková    | 1er tour (1/64)          | Barbora Strýcová         | Annulé          | Annulé               | —               | —                  |
| 2021  | Q3               | Greet Minnen          | 2e tour (1/32)           | Karolína Muchová         | Q3              | Greet Minnen         | —               | —                  |
|       |                  |                       |                          |                          |                 |                      |                 |                    |
| 2024  | —                | —                     | —                        | —                        | Q2              | Valentina Ryser      | 2e tour (1/32)  | Anastasia Potapova |
| 2025  | Q3               | Anca Todoni           | Q3                       | Nina Stojanović          | Q1              | Mariam Bolkvadze     | Q1              | Janice Tjen        |

N.B. : à droite du résultat se trouve le nom de l'ultime adversaire.

### En double dames
| Année | Open d'Australie               | Open d'Australie            | Internationaux de France      | Internationaux de France  | Wimbledon                    | Wimbledon                  | US Open                       | US Open                    |
| ----- | ------------------------------ | --------------------------- | ----------------------------- | ------------------------- | ---------------------------- | -------------------------- | ----------------------------- | -------------------------- |
| 2007  | 1er tour (1/32) Olga Puchkova  | N. Dechy V. Zvonareva       | -                             | -                         | -                            | -                          | -                             | -                          |
| 2011  | 1er tour (1/32) B. Jovanovski  | K. Date Zhang S.            | 1er tour (1/32) B. Jovanovski | L. Domínguez L. Pous Tió  | 1er tour (1/32) S. Halep     | V. King Y. Shvedova        | 1er tour (1/32) B. Jovanovski | A. Hlaváčková L. Hradecká  |
| 2012  | -                              | -                           | 1er tour (1/32) M. Barthel    | [Peng S. Zheng J.         | 2e tour (1/16) L. Dekmeijere | R. Kops-Jones A. Spears    | 1er tour (1/32) Zheng S.      | S. Errani R. Vinci         |
| 2013  | 1/2 finale Zheng Saisai        | A. Barty C. Dellacqua       | 1/4 de finale Zheng Saisai    | Sara Errani Roberta Vinci | 2e tour (1/16) Zheng Saisai  | Nadia Petrova K. Srebotnik | 2e tour (1/16) Zheng Saisai   | Cara Black M. Erakovic     |
| 2014  | 2e tour (1/16) Raluca Olaru    | Chan Hao-ching Liezel Huber | 1er tour (1/32) Tímea Babos   | Sara Errani Roberta Vinci | 1er tour (1/32) Zheng Saisai | A. Hlaváčková Zheng Jie    | 2e tour (1/16) Zheng Saisai   | Květa Peschke K. Srebotnik |
| 2015  | 1er tour (1/32) A. Tatishvili  | G. Muguruza C. Suárez       | 2e tour (1/16) Zheng S.       | B. Mattek L. Šafářová     | 1er tour (1/32) C. McHale    | L. Arruabarrena I.-C. Begu | 1er tour (1/32) A. Riske      | A. Hlaváčková L. Hradecká  |
| 2016  | 2e tour (1/16) I. Falconi      | A. Medina A. Parra          | 1er tour (1/32) Han X.        | Xu Y. Zheng S.            | 1er tour (1/32) L. Kichenok  | C. McHale J. Ostapenko     | 1er tour (1/32) M. Doi        | Kiki Bertens J. Larsson    |
| 2017  | -                              | -                           | 1er tour (1/32) E. Rodina     | Duan Y.Y. Peng S.         | 1er tour (1/32) C. Witthöft  | E. Makarova E. Vesnina     | 1er tour (1/32) M. Brengle    | L. Arruabarrena A. Parra   |
| 2018  | 2e tour (1/16) O. Kalashnikova | L. Chan A. Hlaváčková       | -                             | -                         | -                            | -                          | 1er tour (1/32) B. Pera       | C. Dolehide C. McHale      |

Sous le résultat, la partenaire ; à droite, l'ultime équipe adverse.

### En double mixte
| Année | Open d'Australie | Open d'Australie | Internationaux de France | Internationaux de France | Wimbledon                  | Wimbledon           | US Open                | US Open               |
| 2012  | -                | -                | -                        | -                        | 1er tour (1/32) E. Butorac | M. South K. Skupski | 2e tour (1/8) D. Young | L. Hradecká F. Čermák |

Sous le résultat, le partenaire ; à droite, l'ultime équipe adverse.

## Parcours en «Premier» et WTA 1000
Les tournois WTA « Premier Mandatory » et « Premier 5 » (entre 2009 et 2020) et WTA 1000 (à partir de 2021) constituent les catégories d'épreuves les plus prestigieuses, après les quatre levées du Grand Chelem.

### En simple dames
| Année |       |                               |         |                              |                             |                             |                               |                              |                                |                            |  |                             |
| Doha  | Dubaï | Indian Wells                  | Miami   | Madrid                       | Rome                        | Canada                      | Cincinnati                    | Pékin                        |                                | Tokyo                      |  |                             |
| Doha  | Dubaï | Indian Wells                  | Miami   | Madrid                       | Rome                        | Canada                      | Cincinnati                    | Pékin                        | Wuhan                          |                            |  |                             |
| Doha  | Dubaï | Indian Wells                  | Miami   | Madrid                       | Rome                        | Canada                      | Cincinnati                    | Pékin                        | Guadalajara                    |                            |  |                             |
| 2009  |       | Hors calendrier               |         | 1er tour (1/64) A. Yakimova  |                             | 2e tour (1/16) C. Wozniacki |                               |                              |                                |                            |  |                             |
| 2010  |       | Hors calendrier               |         |                              | 1er tour (1/64) V. Razzano  |                             | 1er tour (1/32) K. Srebotnik  |                              |                                |                            |  |                             |
| 2011  |       | WTA 500                       |         | 1er tour (1/64) I. Benešová  | 2e tour (1/32) P. Kvitová   |                             | 1er tour (1/32) A. Kleybanova |                              |                                |                            |  |                             |
| 2012  |       | 3e tour (1/8) A. Radwańska    | WTA 500 | 2e tour (1/32) M. Bartoli    |                             | 1/4 de finale A. Radwańska  |                               | 3e tour (1/8) C. Wozniacki   | 1er tour (1/32) T. Babos       | 2e tour (1/16) A. Ivanović |  |                             |
| 2013  |       | 1er tour (1/32) K. Zakopalová | WTA 500 | 2e tour (1/32) Arruabarrena  | 3e tour (1/16) Li N.        | 3e tour (1/8) S. Errani     | 2e tour (1/16) M. Kirilenko   | 2e tour (1/16) M. Rybáriková | 2e tour (1/16) A. Radwańska    | 2e tour (1/16) P. Kvitová  |  | 1er tour (1/32) M. Doi      |
| 2014  |       | 1er tour (1/32) K. Kanepi     | WTA 500 | 3e tour (1/16) L. Davis      | 4e tour (1/8) C. Wozniacki  | 2e tour (1/16) P. Kvitová   | 3e tour (1/8) S. Williams     |                              | 1er tour (1/32) S. Stosur      |                            |  |                             |
| 2015  |       | WTA 500                       |         | 3e tour (1/16) S. Halep      | 2e tour (1/32) K. Kanepi    | 2e tour (1/16) B. Strýcová  | 1er tour (1/32) A. Riske      | 1er tour (1/32) B. Strýcová  | 3e tour (1/8) A.K. Schmiedlová | 1er tour (1/32) Wang Q.    |  | 2e tour (1/16) E. Svitolina |
| 2016  |       | 1er tour (1/32) Zhang S.      | WTA 500 |                              |                             |                             |                               | 3e tour (1/8) J. Konta       |                                |                            |  | 1er tour (1/32) L. Šafářová |
| 2017  |       | WTA 500                       |         | 2e tour (1/32) T. Babos      | 2e tour (1/32) C. Wozniacki |                             |                               | 2e tour (1/16) C. Garcia     | 1er tour (1/32) A. Barty       | 2e tour (1/16) P. Kvitová  |  | 3e tour (1/8) A. Cornet     |
| 2018  |       |                               | WTA 500 | 1er tour (1/64) A. Sabalenka | 2e tour (1/32) K. Bertens   |                             |                               |                              | 1er tour (1/32) K. Kanepi      |                            |  |                             |
|       |       | WTA 1000                      |         |                              |                             |                             |                               |                              |                                |                            |  |                             |
| 2025  |       |                               |         | 1er tour (1/64) S. Kartal    |                             |                             |                               |                              |                                |                            |  |                             |

Sous le résultat, l’ultime adversaire.
1. 1 2   Les tournois de Doha et Dubaï alternent le statut de tournoi WTA 1000 (ex Premier 5) entre 2009 et 2023 : les trois premières éditions ont lieu à Dubaï, les trois suivantes à Doha, puis Dubaï accueille le tournoi de cette catégorie les années impaires et Dubaï les années paires. De 2011 à 2023, la ville qui n’accueille pas de WTA 1000 organise à la place un tournoi WTA 500 (ex Premier).
2. 1 2 3 4 5 6 7 8   L’ordre de déroulement des tournois a évolué depuis 2009 : Rome se dispute avant Madrid et Cincinnati avant Montréal/Toronto jusqu’en 2010, tandis que Tokyo (2009-2013)-Wuhan (2014-2019, 2024-)-Guadalajara (2022-2023) ont lieu avant Pékin jusqu’en 2023.

Nota: à partir de 2024, le nombre de tournois de cette catégorie passe à 10 par saison et l'alternance entre Dubaï et Doha est supprimée. Le codage Wiki actuel ne permet l'affichage que du résultat de Dubaï si la joueuse a également joué Doha.

### En double dames
| 2012                                                                       |                                                                               |                                                                            |                                                                                |                                                                           |   |   |   |   |                                                                             |                                                                       |                                                                                |   |   |   |   |                                                                      |   |   |  |  |
| —                                                                          | —                                                                             | —                                                                          | —                                                                              | —                                                                         | — | — | — |   |                                                                             | —                                                                     | —                                                                              | — | — | — | — | 1/4 de finale Stephens \|\| style="text-align:left;" \| Jurak Marosi | — | — |  |  |
| 2013                                                                       |                                                                               |                                                                            |                                                                                |                                                                           |   |   |   |   |                                                                             |                                                                       |                                                                                |   |   |   |   |                                                                      |   |   |  |  |
| 1er tour (1/16) Zheng \|\| style="text-align:left;" \| Hlaváčková Hradecká | 1er tour (1/16) Birnerová \|\| style="text-align:left;" \| Mattek-Sands Mirza | 2e tour (1/8) Rodionova \|\| style="text-align:left;" \| Kops-Jones Spears | 1er tour (1/16) Zheng \|\| style="text-align:left;" \| Pavlyuchenkova Šafářová |                                                                           |   | — | — | — | —                                                                           | 1er tour (1/16) Klepač \|\| style="text-align:left;" \| Chan Hrdinová | 1er tour (1/16) Zheng \|\| style="text-align:left;" \| Pavlyuchenkova Šafářová | — | — |   |   |                                                                      |   |   |  |  |
| 2014                                                                       |                                                                               |                                                                            |                                                                                |                                                                           |   |   |   |   |                                                                             |                                                                       |                                                                                |   |   |   |   |                                                                      |   |   |  |  |
| —                                                                          | —                                                                             | —                                                                          | —                                                                              | 1er tour (1/16) Uhlířová \|\| style="text-align:left;" \| Schiavone Soler |   |   |   |   | 1er tour (1/16) Panova \|\| style="text-align:left;" \| Janković Kleybanova |                                                                       |                                                                                |   |   |   |   |                                                                      |   |   |  |  |

N.B. : le nom de la partenaire se trouve sous le résultat ; les noms des ultimes adversaires se trouvent à droite.

## Parcours aux Jeux olympiques

### En simple dames
| # | Date       | Nom de l'olympiade             | Surface      | Résultat       | Ultime adversaire | Score    |          |
| - | ---------- | ------------------------------ | ------------ | -------------- | ----------------- | -------- | -------- |
| 1 | 28/07/2012 | Olympic Tennis Event Wimbledon | Gazon (ext.) | 2e tour (1/16) | Julia Görges      | 6-3, 7-5 | Parcours |

## Parcours en Fed Cup
| #                                                              | Date       | Lieu         | Surface      | Gagnante(s)                | Perdante(s)                      | Score         |          |
|                                                                |            |              |              |                            |                                  |               |          |
| 2013 - 1er tour (groupe mondial) - Italie - États-Unis - 3 : 2 |            |              |              |                            |                                  |               |          |
| 1                                                              | 09/02/2013 | Rimini       | Terre (int.) | Varvara Lepchenko          | Roberta Vinci                    | 2-6, 6-4, 7-5 | Parcours |
| 1                                                              | 09/02/2013 | Rimini       | Terre (int.) | Varvara Lepchenko          | Sara Errani                      | 7-5, 6-2      | Parcours |
| 1                                                              | 09/02/2013 | Rimini       | Terre (int.) | Sara Errani Roberta Vinci  | Liezel Huber Varvara Lepchenko   | 6-2, 6-2      | Parcours |
|                                                                |            |              |              |                            |                                  |               |          |
| 2013 - Barrage (groupe mondial I) - États-Unis - Suède - 3 : 2 |            |              |              |                            |                                  |               |          |
| 2                                                              | 20/04/2013 | Delray Beach | Dur (ext.)   | Hilda Melander Sandra Roma | Varvara Lepchenko Venus Williams | Forfait       | Parcours |

## Classements WTA en fin de saison
| Année          | 2002 | 2003 | 2004 | 2005 | 2006 | 2007 | 2008 | 2009 | 2010 | 2011 | 2012 | 2013 | 2014 | 2015 | 2016 | 2017 | 2018 | 2019 | 2020 | 2021 | 2022 | 2023 | 2024 |
| Rang en simple | 606  | 517  | 230  | 31   | 93   | 141  | 125  | 114  | 79   | 110  | 21   | 53   | 36   | 46   | 87   | 62   | 129  | 167  | 181  | 125  | –    | 318  | 143  |
| Rang en double | 931  | 275  | 412  | 377  | 149  | 196  | 227  | 426  | 829  | 418  | 161  | 43   | 151  | 322  | 335  | 296  | 403  | 1381 | 823  | 788  | –    | 949  | 589  |

Source : (en) Classements de Varvara Lepchenko sur le site officiel de la Fédération internationale de tennis